# Bargusiusok
Bargusiusok, Hispania Tarraconensis legkeletibb részén élt ókori nép. Területük a Pireneusok és a Hiberius folyó közt volt. Livius és Polübiosz munkáikban többször is említik őket.[forrás?]